# مایک انزی
مایک انزی (به انگلیسی: Mike Enzi) (زادهٔ ۱ فوریه ۱۹۴۴-درگذشته ۲۶ جولای ۲۰۲۱) سناتور ایالت وایومینگ در سنای ایالات متحده آمریکا بود که برای نخستین‌بار در ۳ ژانویه ۱۹۹۷ به‌عضویت این مجلس درآمد و تا سال ۲۰۲۱ در این مجلس باقی ماند. 